# 傑爾曼頓 (愛荷華州)
傑爾曼敦（英語：Germantown）是位於美國愛荷華州奧布賴恩縣的一個非建制地區。該地的面積和人口皆未知。

## 地理
傑爾曼敦所處的海拔為高於海平面435米（即1427英呎），而該地所採用的時區為UTC-6，即北美中部時區（CST）。同時該地設有夏令時間，為UTC-6調快一小時，即UTC-5（CDT）。